# 龍形溪
25°07′56″N 121°27′08″E / 25.13222°N 121.45222°E
龍形溪，古名蛇仔形溪，位於台灣新北市八里區龍源里，為淡水河的支流。該溪發源於觀音山主峰南側山谷，向東流經龍形（古名蛇仔形）、龍米路一段（省道台15線）龍形橋後，注入淡水河。
龍形溪口南側從前為渡船碼頭，可通往淡水河對岸的竹圍渡船碼頭。